# Diastylis tongoyensis
Diastylis tongoyensis is een zeekommasoort uit de familie van de Diastylidae. De wetenschappelijke naam van de soort is voor het eerst geldig gepubliceerd in 1998 door Gergen & Watling.